# Marie Bracquemond
Marie Bracquemond, född 1 december 1840 i Landunvez i Bretagne, död 17 januari 1916 i Sèvres utanför Paris, var en fransk målare. Hon har beskrivits som en av impressionismens "les trois grandes dames" tillsammans med Berthe Morisot och Mary Cassatt. 
Bracquemond studerade för Jean-Auguste-Dominique Ingres och ställde regelbundet ut målningar på Parissalongen från 1864. Hon gifte sig med konstnären Félix Bracquemond 1869 och födde sonen Pierre 1870. Under 1870-talet blev hon allt mer påverkad av Claude Monet och Edgar Degas och började måla en plein air. Hon ställde ut på impressionisternas utställningar 1879, 1880 och 1886. Hon mötte Paul Gauguin 1880 som gav henne nya influenser. Hon slutade dock måla 1890, mycket på grund av motstånd från sin make.  
Som kvinna var hennes motiv vanligen begränsade till heminteriörer och trädgården. De porträtterade var vanligen närstående, ofta hennes syster Louise som till exempel avbildas i Eftermiddagste (1880).

## Målningar i urval

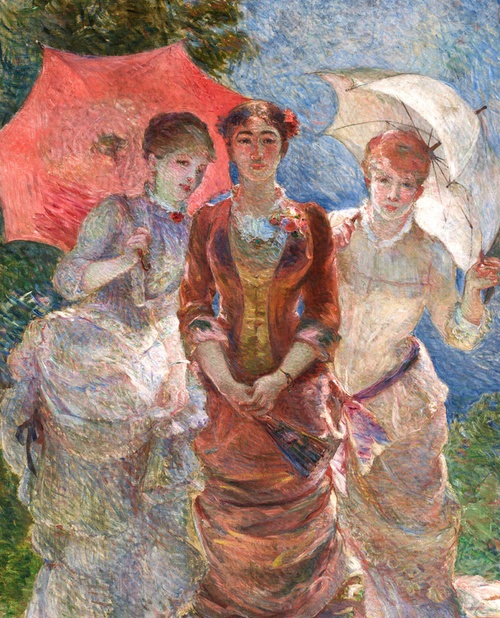
Trois femmes aux ombrelles (okänt år), Musée d'Orsay.
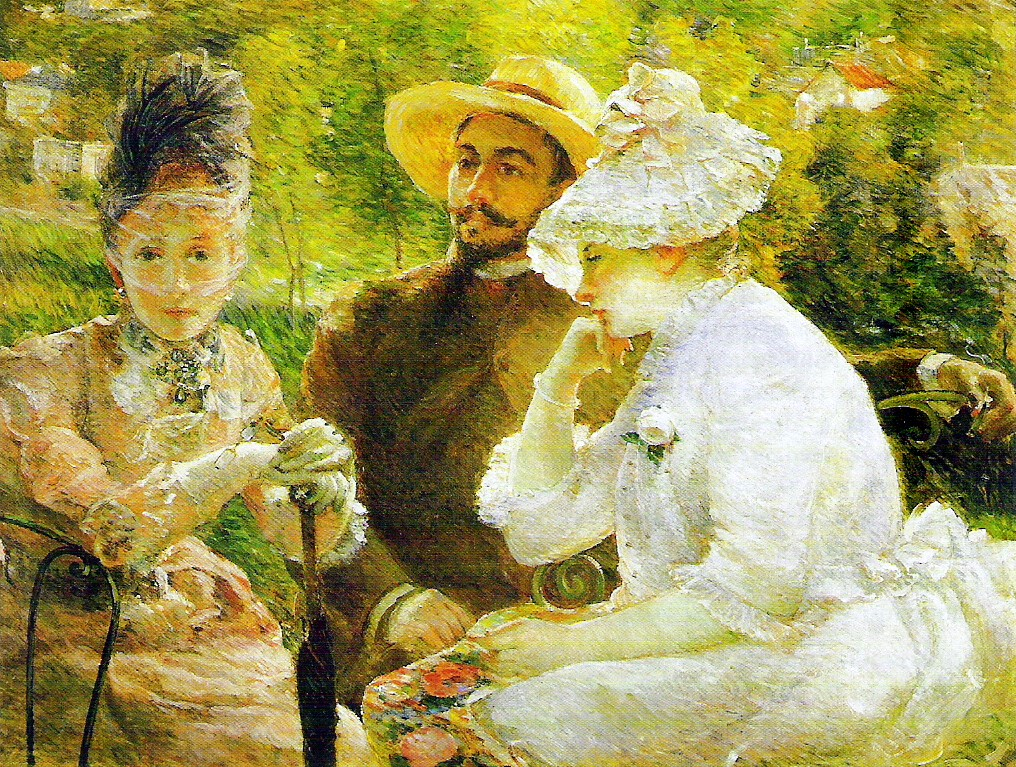
Sur la terrasse à Sèvres (1880), Musée du Petit Palais i Genève.
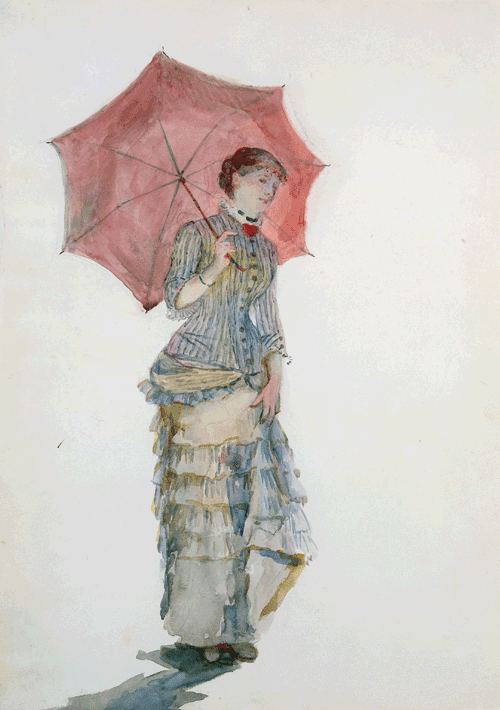
Kvinna med parasoll (1880), privat ägo.
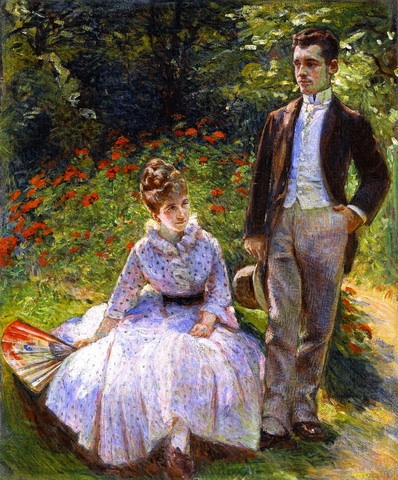
Konstnärens syster och son i trädgården i Sèvres (1890), privat ägo.
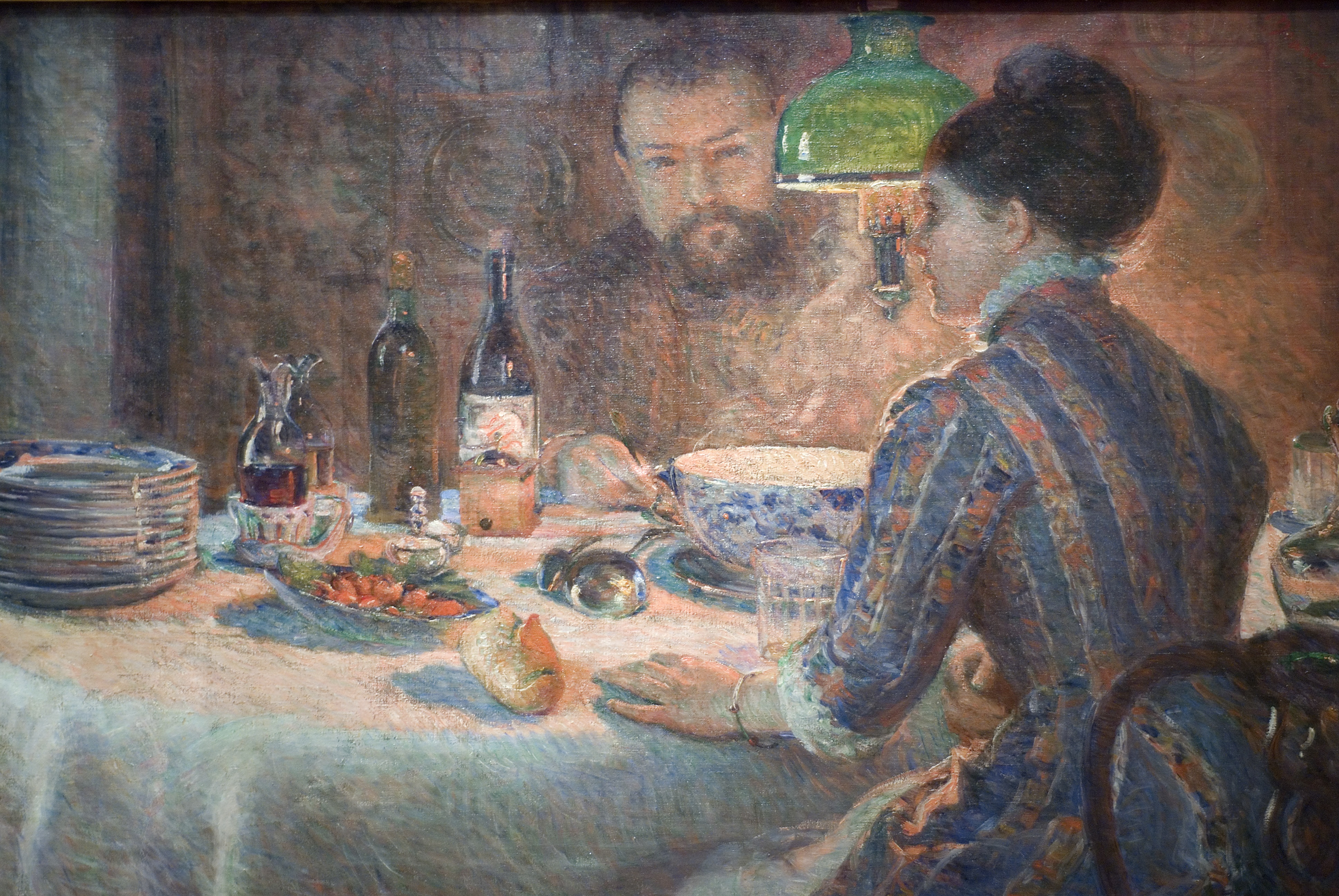
Under lampan (1877), privat ägo.
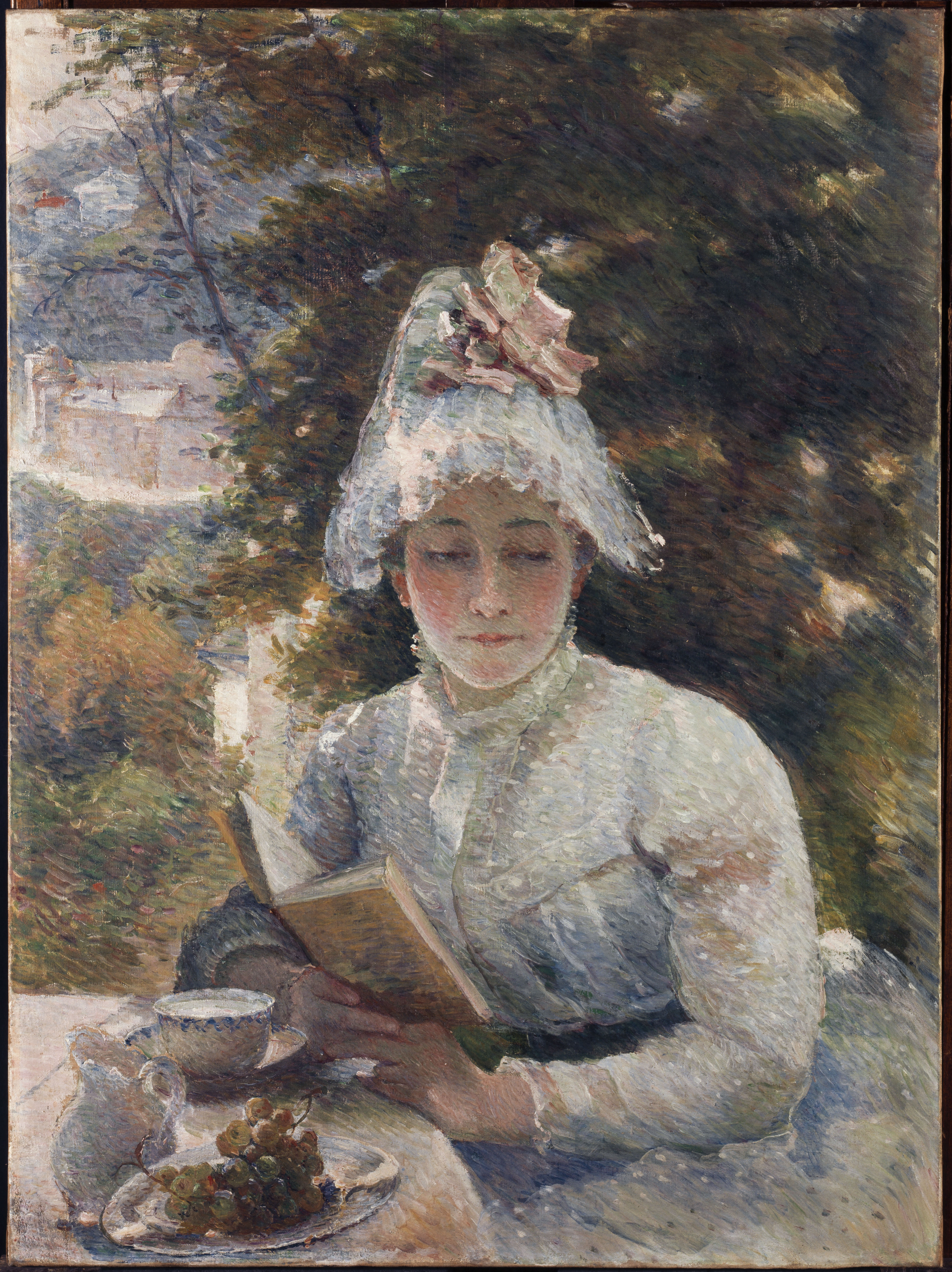
Eftermiddagste (1880), Musée des Beaux-Arts de la ville de Paris i Petit Palais.